# 라스케라
라스케라(이탈리아어: raschera)는 이탈리아 피에몬테주에서 생산되는 압착현 반경질 치즈로 저온살균한 우유나 탈지유로 만든다. 우유에 양유나 염소 젖을 첨가하기도 한다. 상아색을 띠며 치즈 겉 껍질은 붉은 빛이 도는 노란색을 띠고 있다. 약간 짠맛이 나는데 그 맛의 정도는 발효 시간이 지나면 더 강해진다.